# Aussurucq
Aussurucq é uma comuna francesa na região administrativa da Nova Aquitânia, no departamento dos Pirenéus Atlânticos. Estende-se por uma área de 45,67 km². Em 2010 a comuna tinha 244 habitantes (densidade: 5,3 hab./km²).